# Kobresia uncinioides
Kobresia uncinioides är en halvgräsart som först beskrevs av Francis M.B. Boott, och fick sitt nu gällande namn av Charles Baron Clarke. Kobresia uncinioides ingår i släktet sävstarrar, och familjen halvgräs. Inga underarter finns listade i Catalogue of Life.